# Enana de Antlia
La galaxia enana de Antlia es una galaxia enana esferoidal o irregular que se encuentra a alrededor de 4,3 millones de años luz (1,3 megapársecs) de la Tierra en la constelación de Antlia. Es el cuarto y más débil miembro del cercano grupo de galaxias Antlia-Sextans. Contiene estrellas de todas las edades, cantidades significativas de gas y ha experimentado formación estelar reciente. Se cree que la galaxia está interactuando por mareas con la pequeña galaxia espiral barrada NGC 3109.

## Descubrimiento
Fue catalogada por primera vez en 1985 por H. Corwin, Gérard de Vaucouleurs y A. de Vaucouleurs. Entre 1985 y 1987, dos grupos de astrónomos la señalaron como una posible galaxia enana cercana, y finalmente en 1997 fue confirmada como tal por Alan Whiting, Mike Irwin y George Hau durante un estudio del hemisferio galáctico norte, y por primera vez la descompusieron en estrellas y determinaron su distancia de 1,15 Mpc (la estimación de distancia moderna es un poco mayor). El mismo año, Antonio Aparicio, Julianne Dalcanton, Carme Gallart y David Martínez-Delgado estudiaron por primera vez su contenido estelar y midieron su masa, luminosidad y metalicidad. 

## Propiedades
Se clasifica alternativamente como una galaxia enana elíptica de tipo dE3.5, como una galaxia enana esferoidal (dSph) o como una galaxia de transición de tipos esferoidales a irregulares (dSph/Irr). Su última clasificación se debe a una importante formación estelar en los últimos 100 millones de años. 
Consta de dos componentes: un núcleo y un halo antiguo, y su radio de penumbra es de aproximadamente 0,25 kpc. Su metalicidad es muy baja, aproximadamente de −1,6 a −1,9, lo que significa que contiene entre 40 y 80 veces menos elementos pesados que el Sol.   La galaxia tiene una rama de gigante roja bien definida y fácilmente observable, lo que hace que medir su distancia sea relativamente fácil. Du luminosidad total es aproximadamente 1 millón de veces la del Sol (la magnitud absoluta visible es M V = −10,3). 
Se estima que su masa estelar de es de aproximadamente 2 a 4 × 10 6 masas solares, mientras que su masa total (dentro del radio visible) es de aproximadamente 4 × 10  masas solares.  Contiene estrellas de todas las edades, pero está dominada por estrellas viejas con una edad de más de 10 mil millones de años y parece que hubo un importante episodio de formación estelar hace unos 100 millones de años, sin embargo, las estrellas jóvenes están confinadas en el núcleo central de la galaxia. 
Es inusual entre las galaxias enanas esferoidales porque contiene grandes cantidades (hasta 7 × 10 5 MS) de hidrógeno atómico neutro, sin embargo, no tiene regiones H II significativas y actualmente no forma estrellas activamente.

## Ubicación e interacciones
La galaxia se encuentra a unos 4.3×106  años luz (1.31 megapársecs) de distancia, en la constelación Antlia, y su distancia del baricentro del Grupo Local es de aproximadamente 1,7 Mpc. A esta distancia, se sitúa fuera del Grupo Local y por lo tanto es miembro de un grupo separado de galaxias enanas llamado Grupo Antlia-Sextans. Está separada de la pequeña galaxia espiral o irregular NGC 3109 por sólo 1,18 grados en el cielo, lo que corresponde a una separación física de 95×103 años luz (29 kilopársecs) a 590×103 años luz (180 kilopársecs) dependiendo de su separación radial.
Esta galaxia y NGC 3109 podrían estar unidas físicamente si la distancia entre ellas no fuese muy grande; sin embargo, su velocidad entre sí—43 km/s hace que sea cuestionable si en realidad son un sistema limitado, especialmente si la distancia entre ellas está más cerca del límite superior de 180 kilopársecs. Si realmente están unidas gravitacionalmente, su masa total puede llegar a los 78 mil millones de masas solares. 
Las observaciones también han demostrado que NGC 3109 tiene una deformación en su disco gaseoso que viaja a la misma velocidad que el gas en la galaxia enana de Antlia, lo que indica que ambas tuvieron un encuentro cercano hace aproximadamente mil millones de años. 